# 12 février en sport
12 janvier 12 mars
Chronologies thématiques
- Croisades
- Ferroviaires
- Disney

Le 12 février (43e jour de l'année) en sport.

## Événements

### XIXesiècle
- 1887 :
  - (Football) : à Glasgow (Hampden Park), finale de la 14e édition de la Coupe d'Écosse, Hibernian FC bat Dumbarton 2-1.
- 1892 :
  - (Basket-ball) : premier match de basket-ball à Springfield (Massachusetts) devant une centaine de personnes.

### XXesièclede1901à1950
- 1905 :
  - (Football) : premier match de l'équipe de Suisse de football. À cette occasion, l'équipe de France s'impose 1-0 au stade du Parc des Princes.
- 1919 :
  - (Automobile) : à Daytona Beach, Ralph DePalma établit un nouveau record de vitesse terrestre : 241,20 km/h.

### XXesièclede1951à2000
- 1955 :
  - (Bandy) : fondation de la Fédération internationale de bandy.
- 1958 :
  - (Football) : premier match de l'Équipe du Venezuela de football. À cette occasion, l'équipe du Panama s'impose 3-1.
- 1968 :
  - (Ski alpin) : Jean-Claude Killy remporte la deuxième de ses trois médailles d'or olympiques à Grenoble.

- 1978 :

Anneaux Olympiques.

  - (Rallye automobile) : arrivée du Rallye de Suède.
- 1994 :
  - (Jeux olympiques) : à Lillehammer, ouverture des Jeux olympiques d'hiver de 1994
- 1998 :
  - (Rugby à XV) : fondation du Syndicat national des joueurs de rugby.

### XXIesiècle
- 2002 :
  - (JO d'hiver /Ski alpin) : la Française Carole Montillet remporte la médaille d'or de la descente des Jeux olympiques d'hiver de 2002 de Salt Lake City.
- 2010 :
  - (JO d'hiver) : cérémonie d'ouverture des Jeux olympiques d'hiver de 2010 se déroulant à Vancouver au Canada du 12 au 28 février 2010.
- 2014 :
  - (JO d'hiver) à Sotchi, sixième jour de compétition.
- 2015 :
  - (Football) : le Président de FFF, Noël Le Graët confirme la prolongation du contrat de Didier Deschamps à la tête de l'équipe de France jusqu'à la Coupe du monde 2018 en Russie.
- 2016 :
  - (Jeux olympiques /JO de la jeunesse d'hiver) : cérémonie d'ouverture des Jeux olympiques de la jeunesse d'hiver de 2016 à Lillehammer en Norvège qui se dérouleront jusqu'au 21 février 2016.
- 2017 :
  - (Biathlon /Championnats du monde) : aux Championnats du monde de biathlon, sur la poursuite féminine, victoire de l'Allemande Laura Dahlmeier suivi de la Biélorusse Darya Domracheva et de la Tchèque Gabriela Koukalová. Sur la poursuite masculine, victoire du Français Martin Fourcade suivi des Norvégiens Johannes Thingnes Bø et Ole Einar Bjørndalen.
  - (Rugby à XV /Tournoi des Six Nations) : au Stade de France, à Saint-Denis, l'équipe de France s'impose (22-16) face à l'équipe d'Écosse chez les hommes. Au Stade Tommaso-Fattori, à L'Aquila en Italie, l'équipe d'Irlande s'impose (27-3) face à l'équipe d'Italie.
  - (Ski alpin /Championnats du monde) : aux Championnats du monde de ski alpin, sur la descente masculine, victoire du Suisse Beat Feuz devant le Canadien Erik Guay et l'Autrichien Max Franz. Chez les femmes, c'est la Slovène Ilka Štuhec qui s'impose devant l'Autrichienne Stephanie Venier et l'Américaine Lindsey Vonn.
- 2018 : 
  - (JO d'hiver) : à Pyeongchang en Corée du Sud, cinquième jour de compétition.
- 2022 :
  - (Jeux olympiques d'hiver /JO d'hiver de 2022) : en Chine, à Pékin, 11e jour de compétition des Jeux olympiques d'hiver de 2022. 
  - (Rugby à XV /Tournoi) : sur le Tournoi des Six Nations, au Millennium Stadium de Cardiff, le pays de Galles bat l'Écosse 20 - 17 puis au Stade de France de Saint-Denis, la France bat l'Irlande 30 - 24.
- 2023 :
  - (Football américain /Super Bowl) : en finale de la 57e édition du Super Bowl, victoire des Chiefs de Kansas City qui battent les Eagles de Philadelphie 38 - 35.
- 2025 :
  - (Biathlon /Championnats du monde) : début de la 60e édition des Championnats du monde de biathlon qui ont lieu à Lenzerheide, en Suisse jusqu'au 23 février 2025.

## Naissances

### XIXesiècle
- 1831 :
  - John Morrissey, boxeur américain. († 1er mai 1878).
- 1843 :
  - John Graham Chambers, sportif gallois. Codificateur des règles de la boxe anglaise. († 4 mars 1883).
- 1877 :
  - Louis Renault, pilote de courses automobile et industriel français. († 24 octobre 1944).
- 1886 :
  - Samuel Shore, hockeyeur sur glace canadien. († 13 octobre 1918).

### XXesièclede1901à1950
- 1904 :
  - Georges Paillard, cycliste sur route et sur piste français. Champion du monde de cyclisme sur piste de demi-fond 1929 et 1932. († 22 avril 1998).
- 1911 :
  - Charles Mathiesen, patineur de vitesse norvégien. Champion olympique du 1 500m aux Jeux de Garmisch-Partenkirchen 1936. († 7 novembre 1994).
- 1917
  - Al Cervi, basketteur puis entraîneur américain. († 9 novembre 2009).
- 1918 :
  - Raphaël Pujazon, athlète de haies français. Champion d'Europe d'athlétisme du 3 000m steeple 1946. († 22 février 2000).
- 1919 :
  - Ferruccio Valcareggi, footballeur puis entraîneur italien. Sélectionneur de l'équipe d'Italie de 1967 à 1974. Champion d'Europe de football 1968. († 2 novembre 2005).
- 1926 :
  - Joe Garagiola, Sr., joueur de baseball puis consultant TV américain. († 23 mars 2016).
- 1932 :
  - Maurice Filion, entraîneur de hockey sur glace puis dirigeant sportif canadien. († 28 juillet 2017).
- 1934 :
  - Bill Russell, basketteur puis entraîneur américain. Champion olympique aux Jeux de Melbourne 1956. (8 sélections en équipe des États-Unis). († 31 juillet 2022).
- 1937 :
  - Charles Dumas, athlète de sauts américain. Champion olympique de la hauteur aux Jeux de Melbourne 1956. Détenteur du record du monde de saut en hauteur du 29 juin 1956 au 13 juillet 1957. († 5 janvier 2004).
- 1941 :
  - Ron Lyle, boxeur américain. († 26 novembre 2011).
  - Pépito Pavon, footballeur franco-espagnol. († 17 octobre 2012).
- 1947 :
  - Henri Cabrol, joueur de rugby à XV français. (6 sélections en équipe de France).
- 1948 :
  - Bernd Franke, footballeur allemand. (7 sélections en équipe d'Allemagne).

### XXesièclede1951à2000
- 1952 :
  - Henry Rono, athlète de fond de demi-fond et de haies kényan. Détenteur du Record du monde du 5 000 m du 8 avril 1978 au 7 juillet 1982, du Record du monde du 3 000 mètres steeple du 13 mai 1978 au 3 juillet 1989, du Record du monde du 10 000 m du 11 juin 1978 au 2 juillet 1984 et du Record du monde du 3 000 m du 27 juin 1978 au 20 août 1989. († 15 février 2024).
- 1955 :
  - Chet Lemon, joueur de baseball américain. († 8 mai 2025).
- 1958 :
  - Bobby Smith, hockeyeur sur glace canadien.
- 1959 :
  - Larry Nance, basketteur américain.
- 1961 :
  - Deano Clavet, boxeur puis acteur de cinéma canadien.
- 1965 :
  - Rubén Amaro, Jr., joueur de baseball américain.
- 1967 :
  - Anita Wachter, skieuse alpin autrichienne. Championne olympique du combiné aux Jeux de Calgary puis médaillée d'argent du géant et du combiné aux Jeux d'Albertville 1992.
- 1969 :
  - Steve Backley, athlète de lancers britannique. Médaillé de bronze du javelot aux Jeux de Barcelone 1992 puis médaillé d'argent du javelot aux Jeux d'Atlanta 1996 et aux Jeux de Sydney 2000. Champion d'Europe d'athlétisme du javelot 1990, 1994, 1998 et 2002.
  - Jean-Pierre Cyprien, footballeur français. (1 sélection en équipe de France).
  - Johnny Mowlem, pilote de courses automobile britannique.
  - Hong Myung-bo, footballeur puis entraîneur sud-coréen. Vainqueur de la Coupe d'Asie des clubs champions 1997. (136 sélections en équipe de Corée du Sud). Sélectionneur de l'équipe de Corée du Sud en 2012 et de 2013 à 2014.
- 1970 :
  - Bryan Roy, footballeur néerlandais. Vainqueur de la Coupe UEFA 1992. (32 sélections en équipe des Pays-Bas).
- 1972 :
  - Owen Nolan hockeyeur sur glace nord-irlandais-canadien. Champion olympique aux Jeux de Salt Lake City.
- 1973 :
  - Thomas Dufour, curleur français.
  - Gianni Romme, patineur de vitesse néerlandais. Champion olympique du 5 000m et du 10 000m aux Jeux de Nagano 1998 puis médaillé d'argent du 10 000m aux Jeux de Salt Lake City. Champion du monde simple distance de patinage de vitesse à 7 reprises.

- 1974 :

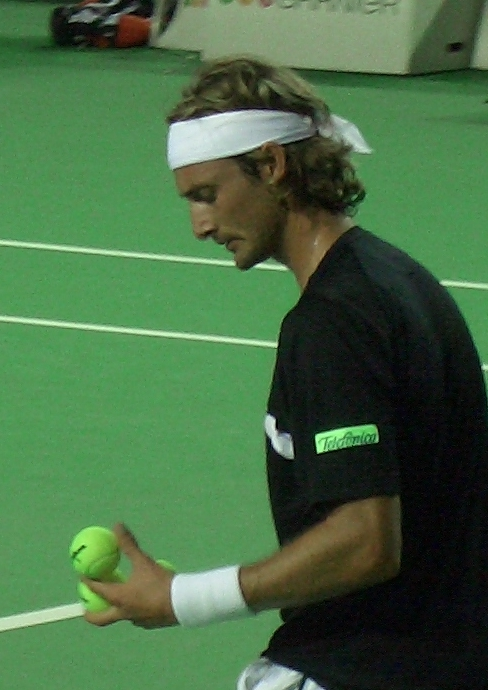
Juan Carlos Ferrero

  - Naseem Hamed, boxeur britannique. Champion du monde de boxe poids plumes de 1995 à 1997 puis de 1997 à 1999 et de 1999 à 2000.
  - Toranosuke Takagi, pilote de F1 japonais.
- 1975 :
  - Scot Pollard, basketteur américain.
- 1976 :
  - Christian Cullen, joueur de rugby à XV néo-zélandais. (58 sélections en équipe de Nouvelle-Zélande).
- 1977 :
  - Jimmy Conrad, footballeur américain. (28 sélections en Équipe des États-Unis).
  - Omar Daf, footballeur puis entraîneur franco-sénégalais. (55 sélections avec l'équipe du Sénégal
- 1980 :
  - Flinder Boyd, basketteur anglais. (34 sélections en Équipe de Grande-Bretagne).
  - Juan Carlos Ferrero, joueur de tennis espagnol. Vainqueur de Roland Garros 2003 puis des Coupe Davis 2000, 2004 et 2009.
  - Ermal Kuqo, basketteur albano-turc.
- 1981 :
  - Raúl Entrerríos, handballeur espagnol. Médaillé de bronze aux Jeux de Pékin 2008 et aux Jeux de Tokyo 2020. Champion du monde de handball masculin 2005. Champion d'Europe masculin de handball 2018 et 2020. Vainqueur des Coupe d'Europe des vainqueurs de coupe 2005 et 2009 puis des Ligue des champions 2011, 2015 et 2021. (294 sélections en équipe d'Espagne).
  - Catherine Joens, basketteuse américaine.
  - Oleg Saprykine, hockeyeur sur glace russe. Champion du monde de hockey sur glace 2009.
- 1982 :
  - Julius Aghahowa, footballeur nigérian. (32 sélections en équipe du Nigeria).
  - Jonas Hiller, hockeyeur sur glace suisse.
- 1983 :
  - Anthony Floch, joueur de rugby à XV français. Vainqueur du Challenge européen 2007 et 2016. (3 sélections en équipe de France).
  - Krešimir Lončar, basketteur croate. Vainqueur de l'EuroCoupe 2012.
- 1985 :
  - Przemysław Stańczyk, nageur polonais. Champion du monde de natation du 800m nage libre 2007.
- 1986 :
  - Sébastien Crétinoir, footballeur français.
  - Ronald Gërçaliu, footballeur autrichien. (14 sélections en équipe d'Autriche).
  - Marko Kopljar, handballeur croate. Médaillé de bronze aux Jeux de Londres 2012. Vainqueur de la Coupe de l'EHF 2018. (147 sélections en équipe de Croatie).
  - Andi Lila, footballeur albanais. (67 sélections en équipe d'Albanie).
- 1987 :
  - Meghan Agosta-Marciano, hockeyeuse sur glace canadienne. Championne olympique des Jeux de Turin 2006, des Jeux de Vancouver 2010 et des Jeux de Sotchi 2014 puis médaillée d'argent aux Jeux de Pyeongchang 2018. Championne du monde de hockey sur glace féminin 2007 et 2012.
  - Jérémy Chardy, joueur de tennis français. Vainqueur de la Coupe Davis 2017.
  - Goce Georgievski, handballeur macédonien. (67 sélections en équipe de Macédoine du Nord).
  - Gabriela Marginean, basketteuse roumaine.
- 1988 :
  - Nicolás Otamendi, footballeur argentin. Champion du monde de football 2022. Vainqueur de la Copa América 2021 et de la Ligue Europa 2011. (109 sélections en équipe d'Argentine).
- 1989 :
  - Ruaridh Jackson, joueur de rugby à XV écossais. (32 sélections en équipe d'Écosse).
  - Josh Harrellson, basketteur américain.
  - Ievguenia Startseva, volleyeuse russe. Championne du monde féminine de volley-ball 2010. Championne d'Europe féminine de volley-ball 2015. Victorieuse de la Ligue des champions féminine 2014 et de la Coupe de la CEV féminine 2017. (94 sélections en équipe de Russie).
  - Ron-Robert Zieler, footballeur allemand. Champion du monde de football 2014. (6 sélections en équipe d'Allemagne).
- 1990 :
  - William Hervé, basketteur français.
  - Scott Thwaites, cycliste sur route britannique.
- 1991 :
  - Joris Daudet, cycliste de BMX français. Champion olympique du racing aux Jeux de Paris 2024. Champion du monde de BMX élite 2011, 2015, 2016 et 2024.
  - Jean-Marc Doussain, joueur de rugby à XV français. Vainqueur du Challenge européen 2007. (17 sélections en équipe de France).
  - Patrick Herrmann, footballeur allemand. (2 sélections en équipe d'Allemagne).
  - Earvin N'Gapeth, volleyeur français. Champion olympique aux Jeux de Tokyo 2020 et aux Jeux de Paris 2024. Champion d'Europe de volley-ball masculin 2015. (327 sélections en équipe de France).
- 1992 :
  - Mélanie Devaux, basketteuse française.
  - Magda Linette, joueuse de tennis polonaise.
  - Arnaud Souquet, footballeur français.
- 1993 :
  - Rafael Alcántara, footballeur hispano-brésilien. Champion olympique aux Jeux de Rio 2016. Vainqueur de la Ligue des champions 2015. (2 sélections avec l'équipe du Brésil).
  - Anaïs Chevalier, biathlète française. Médaillé de bronze du relais 4×6km aux jeux de Pyeongchang 2018 puis d'argent du 45 km individuel et du relais mixte aux Jeux de Pékin 2022. Médaillée d'argent du relais féminin aux Mondiaux de biathlon 2016, médaillée d'argent du relais mixte puis de bronze du sprint et du relais féminin aux Mondiaux de biathlon 2017, médaillée d'argent du sprint et de bronze de la poursuite 2021.
  - Jack Clifford, joueur de rugby à XV anglais. (10 sélections en équipe d'Angleterre).
  - Seifeddine Jaziri, footballeur tunisien. (37 sélections en équipe de Tunisie).
- 1994 :
  - Vincent Couzigou, basketteur français.
  - Jonathan Dibben, cycliste sur piste britannique. Champion du monde de cyclisme sur piste de la course aux points 2016.
  - Alex Galchenyuk, hockeyeur sur glace américano-russe.
- 1996 :
  - Lucas Hamilton, cycliste sur route australien.
- 1998 :
  - Ena Shibahara, joueuse de tennis américaine.
- 1999 :
  - Jaylen Hands, basketteur américain.
  - Jeenathan Williams, basketteur américain.
- 2000 :
  - Malcom Bokele, footballeur franco-congolo-camerounais. (2 sélections avec l'équipe du Cameroun).

### XXIesiècle
- 2001 :
  - Nicolò Fagioli, footballeur italien. (5 sélections en équipe d'Italie)
  - João Gomes, footballeur brésilien. (9 sélections en équipe du Brésil).
  - Khvicha Kvaratskhelia, footballeur géorgien (40 sélections en équipe de Géorgie, vainqueur de la C1 avec le PSG).
  - Fabio Ponsi, footballeur italien.
- 2002 :
  - Alex Portal, nageur handisport français. Médaillé d'argent du 200 m SM13 4 nages et de bronze du 400 m S13 nage libre aux Jeux de Tokyo 2002 puis médaillé d'argent S13 du 400m nage libre, du 100m papillon, du 200m 4 nages et de bronze du 100m dos aux Jeux de Paris 2024. Champion du monde de natation handisport à 4 reprises
- 2003 :
  - Adis Jašić, footballeur bosnioautrichien.
  - Alvyn Sanches, footballeur helvético-portugais.
- 2004 :
  - Dereck Lively II, basketteur américain.

## Décès

### XXesièclede1901à1950
- 1910 :
  - Georges de Saint-Clair, 64 ans, dirigeant sportif français. Fondateur de l'USFSA. (° 16 février 1845).
- 1940 :
  - Selwyn Edge, 71 ans, pilote de courses automobile australien. (° 29 mars 1868).
  - Philip Tomalin, 81 ans, joueur de cricket puis dirigeant sportif anglo-français. Médaillé d'argent aux Jeux de Paris 1900. Président du Standard Athletic Club. (° 10 avril 1858).

### XXesièclede1951à2000
- 1971 :
  - William Bailey, 82 ans, cycliste sur piste britannique. Champion du monde de cyclisme sur piste de la vitesse amateur 1909, 1910, 1911 et 1913. (° 6 avril 1888).
  - Grus-Olle Persson, 59 ans, pilote de courses automobile suédois. (° 2 juin 1911).
- 1992 :
  - Bep van Klaveren, 84 ans, boxeur néerlandais. Champion olympique des -57 kg aux Jeux d'Amsterdam 1928. (° 26 septembre 1907).
- 2000 :
  - Tom Landry, 75 ans, joueur et entraîneur de foot U.S. américain. (° 11 septembre 1924).

### XXIesiècle
- 2005 :
  - James McClure, 88 ans, pongiste américain. Champion du monde de tennis de table double messieurs 1936, 1937 et 1938. (° 28 septembre 1916).
  - Rafael Vidal, 41 ans, nageur vénézuélien. Médaillé de bronze du 200 m papillon aux Jeux de Los Angeles 1984. (° 6 janvier 1964).
- 2007 :
  - Georg Buschner, 81 ans, footballeur et entraîneur est-allemand. (6 sélections en équipe d'Allemagne de l'Est). Sélectionneur de l'équipe championne olympique aux Jeux de Montréal 1976 et de celle médaillée de bronze aux Jeux de Munich 1972. (° 26 décembre 1925).
  - Paolo Pileri, 62 ans, pilote de moto italien. Champion du monde de vitesse moto 125cm³ 1975. (° 31 juillet 1944).
- 2008 :
  - Jean Prouff, 88 ans, footballeur puis entraîneur français. (17 sélections en équipe de France). (° 12 septembre 1919).
- 2009 :
  - Lis Hartel, 87 ans, cavalière de dressage danoise. Médaillée d'argent du dressage individuel aux Jeux d'Helsinki 1952 et aux Jeux décalés de Stockholm 1956. (° 14 mars 1921).
- 2010 :
  - Nodar Kumaritashvili, 21 ans, lugeur géorgien. (° 25 novembre 1988).
- 2011 :
  - Gino Cimoli, 81 ans, joueur de baseball américain. (° 18 décembre 1929).
  - Fedor den Hertog, 64 ans, cycliste sur route néerlandais. Champion olympique du contre la montre par équipe aux Jeux de Mexico 1968. (° 20 avril 1946).
- 2017 :
  - Sam Arday, 71 ans, footballeur puis entraîneur ghanéen. Sélectionneur de l'Équipe du Ghana de 1996 à 1997 et en 2004. Médaillé de bronze aux Jeux de Barcelone 1992. (° 2 novembre 1945).
  - Sione Lauaki, 35 ans, joueur de rugby à XV néo-zélandais. (17 sélections en équipe de Nouvelle-Zélande). (° 22 juin 1981).
  - Quentin Moses, 33 ans, joueur de foot U.S. américain. (° 18 novembre 1983).
- 2019 :
  - Gordon Banks, 81 ans, footballeur anglais. Champion du monde football 1966. (73 sélections avec l’équipe d'Angleterre). (° 30 décembre 1937).